# AMX-40
De AMX-40 was een Franse main battle tank (gevechtstank) waarvan vier prototypes zijn geproduceerd. Het was een privaat project van het Franse bedrijf GIAT (nu KNDS) en enkel bedoeld voor de exportmarkt. GIAT had al eerder een poging ondernomen om het exportsucces van de AMX-30 te verlengen met de AMX-32, maar hier werden geen kopers voor gevonden. Ook voor de AMX-40 kon geen afzetmarkt worden gevonden en het project werd in 1990 definitief stopgezet.

## Voorgeschiedenis
Na het succes van de AMX-30 tank, die zowel aan het Franse leger als aan het buitenland werd verkocht, ontwikkelde GIAT een verbeterde variant van de AMX-30, namelijk de AMX-32. Deze tank werd echter door geen enkel land aangeschaft. Om toch een speler te blijven op de internationale markt werd de ontwikkeling gestart van de AMX-40. Het was niet de bedoeling om deze aan het Franse leger te verkopen, maar was enkel gericht op de buitenlandse afzetmarkt. Het eerste prototype was gereed in 1983, hierop volgend werden nog twee prototypes gebouwd. In 1985 werd het allerlaatste studiemodel gebouwd. Verscheidene componenten werden wel gebruikt in het ontwerp van de Leclerc.

## Ontwerp
Het belangrijkste verschil van de AMX-40, in verhouding met de AMX-32, was de verdikking van het pantser. Het pantser was gelast en maakte gebruik van composiettechnologie (pantser dat is samengesteld uit meerdere materialen). De bepantsering was dik genoeg om een granaat van 100 mm te weerstaan. Ook was het voertuig uitgerust met NBC (nucleaire, biologische, chemische) bescherming en had een automatisch brandblussysteem. Qua ontwerp waren de tanks redelijk aan elkaar gelijk. De AMX-40 werd aangedreven door een Poyaud V12X dieselmotor met een turbolader en een vermogen van 1100 pk en een verhouding van 25 pk (18,6 kW) per ton. De motor was gekoppeld aan een Duitse ZF automatische transmissie. De bemanning bestond uit vier personen; commandant; bestuurder; schutter en lader.
De bewapening bestond uit een GIAT 120 mm kanon met gladde loop, deze was volledig gestabiliseerd en kon zowel Franse als NAVO granaten vuren. De munitievoorraad bestond uit veertig granaten en deze waren opgeslagen in de achterzijde van de geschutstoren. De opslagplaats was van het bemanningscompartiment gescheiden met pantserplaten. Hierdoor zou de energie van een eventuele ontploffing naar boven worden gericht en niet op de bemanning. Het COTAC FCS vuurleidingssysteem met een laserafstandsmeter was vergelijkbaar met dat van de AMX-32. Volgens de fabriekseigenschappen had de tank een raakkans van 90 procent op een voertuig op 2000 meter afstand. Coaxiaal aan het hoofdkanon was een 20 mm F2 automatisch kanon gemonteerd, dit was bedoeld als afweer tegen infanterie en licht bepantserde voertuigen. Ook kon dit kanon afzonderlijk van het hoofdkanon bewegen. Op de commandantkoepel was een 7,62 mm machinegeweer gemonteerd, dat kon vanuit de tank bediend worden.
De tank kon eventueel worden uitgerust met extra brandstoftanks of een schuifblad. Na speciale voorbereidingen kon de tank ook door water rijden tot vier meter diepte. Zonder voorbereidingen was dit 1,3 meter. De tank had zes wielen aan elke zijde, dit was er één meer dan bij de AMX-32. Hierdoor nam de gronddruk af en het effectieve gebruik van de motorkracht toe. De wielen werden gedeeltelijk beschermd door meerdere rechthoekige pantserplaten. Aan beide zijden van de toren waren drie rookgranaatlanceerders gemonteerd.

## Verkoop
Het eerste prototype werd op de Franse legerbeurs EuroSatory (in de buurt van Parijs) gepresenteerd. De AMX-40 werd aan het buitenland aangeboden, maar geen enkel land heeft de tank aangeschaft. Wel werd de tank door Saoedi-Arabië overwogen als eventuele opvolger van de AMX-30 tanks. Er werden tests uitgevoerd en de tank moest het opnemen tegen de Britse Challenger, de Amerikaanse M1 Abrams en de Braziliaanse EE-T2 Osório. Tijdens de tests gingen twee motoren van de AMX defect en ook het kanon vertoonde snelle slijtage. Mede hierdoor werd de AMX niet verkozen door Saoedi-Arabië, maar werd er gekozen voor de M1 Abrams.

In 1990 werden de verkooppogingen gestaakt, omdat de AMX-56 (Leclerc) in ontwikkeling was. Eén AMX-40 bevindt zich in het Musée des Blindés in Saumur.

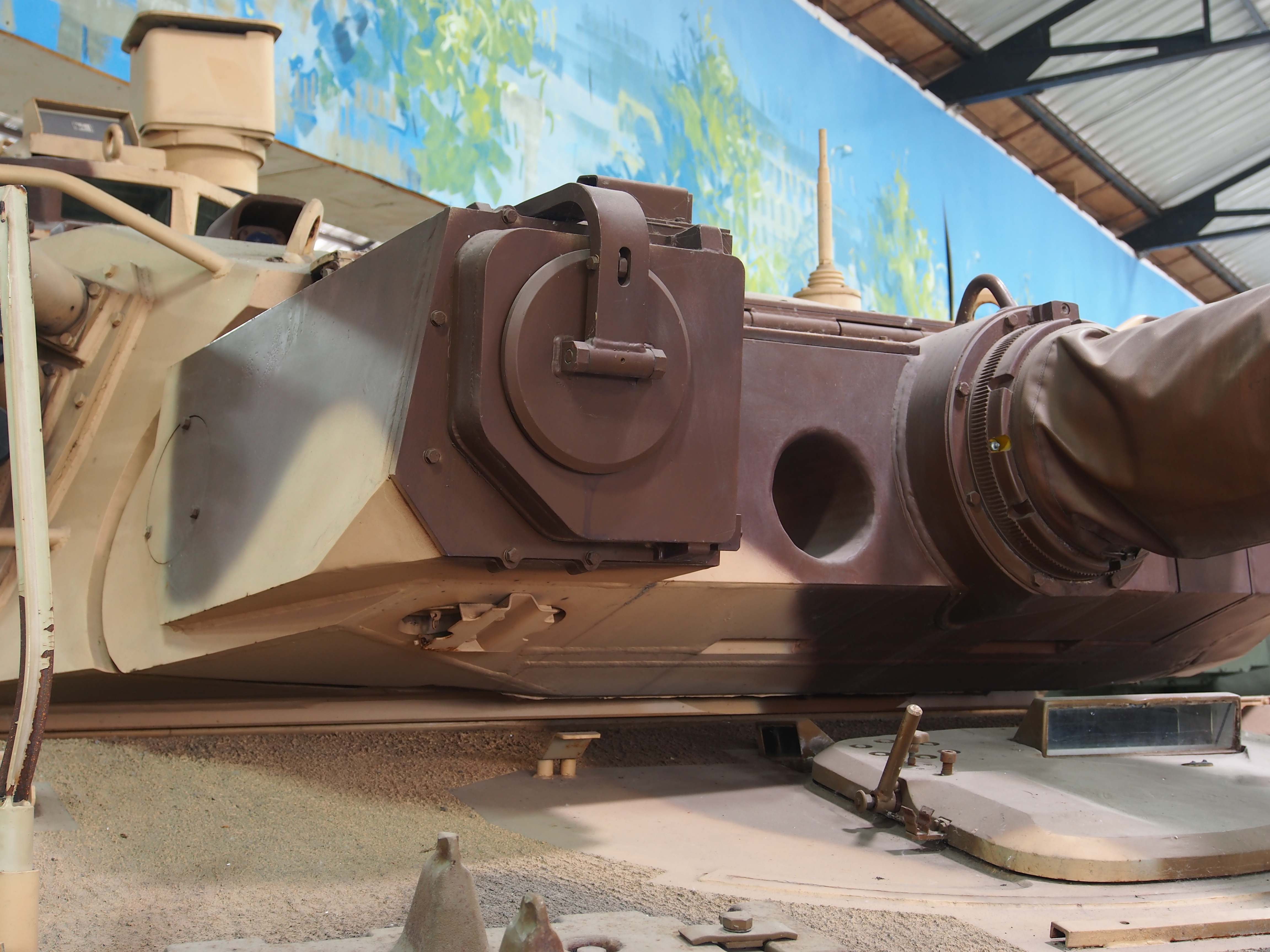
Close-up van de rechterzijde van de koepel.
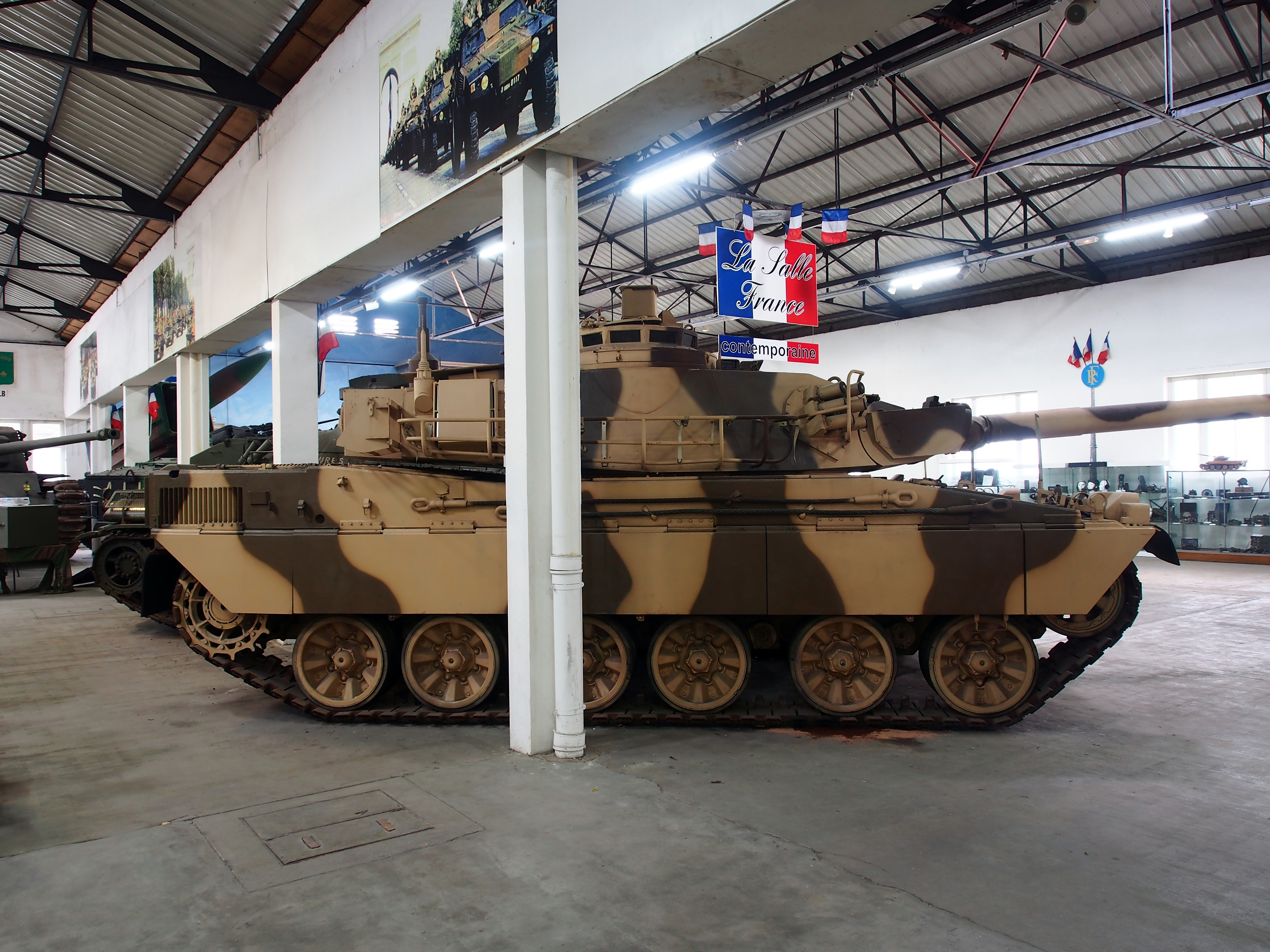
Zijaanzicht
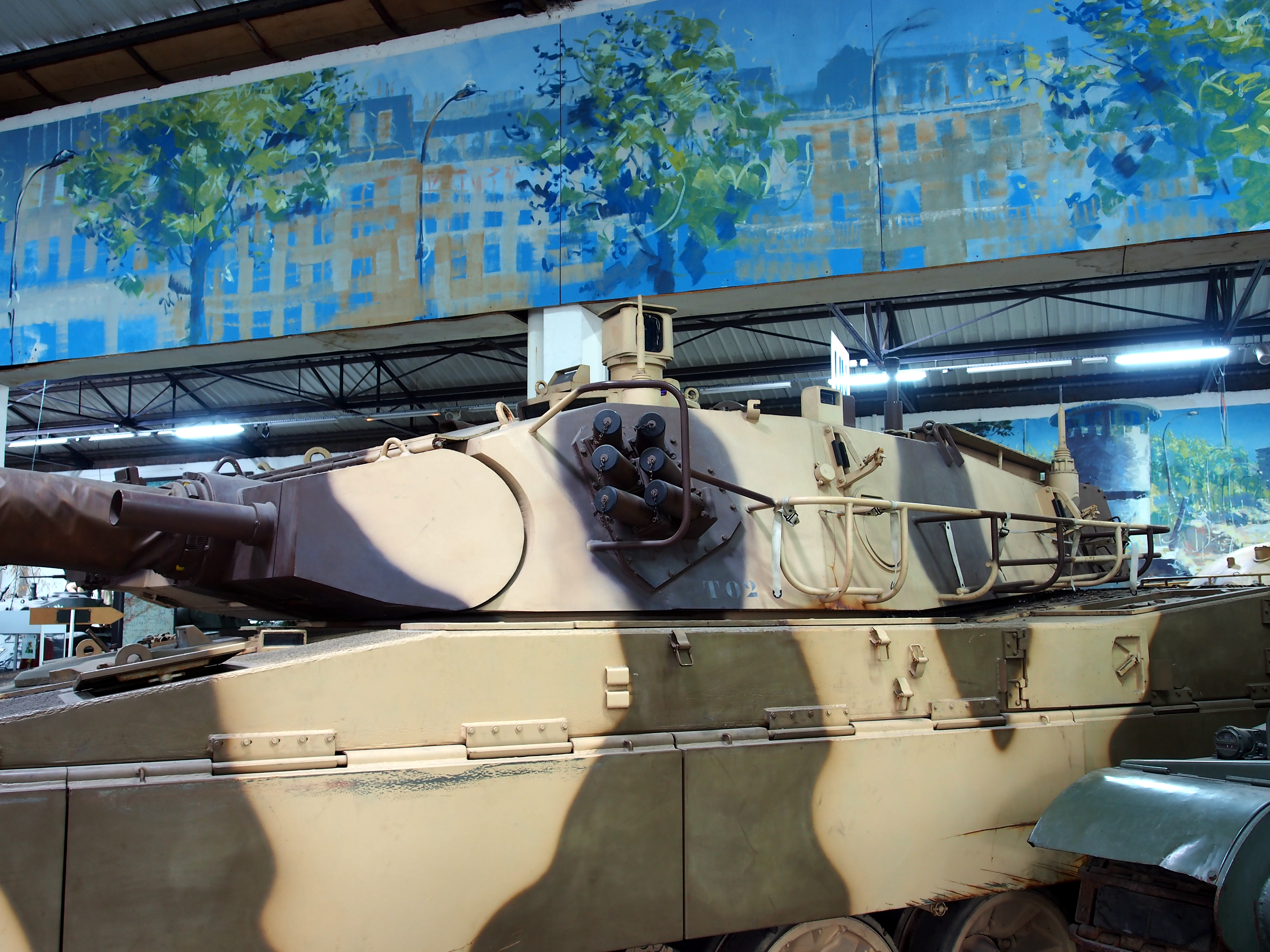
Gedeeltelijk zijaanzicht, van de andere zijde bezien.

## Trivia
- Niet te verwarren met de AMX 40, een Frans ontwerp voor een lichte tank uit maart 1940.[9]

1. ↑  (en) AMX-40 Main Battle Tank (MBT). Gearchiveerd op 4 april 2017. Geraadpleegd op 3 april 2017.
2. 1 2  (fr) Antoine MISNER, 1983  AMX 40. Chars Français. Gearchiveerd op 21 januari 2015. Geraadpleegd op 1 april 2017.
3. 1 2  (en) ARG, AMX-40 Prototype Main Battle Tank | Military-Today. www.military-today.com. Gearchiveerd op 30 april 2017. Geraadpleegd op 1 april 2017.
4. 1 2  (fr) AMX-40 char de combat principal main batle tank france french prototype. www.armyrecognition.com. Gearchiveerd op 18 april 2021. Geraadpleegd op 3 april 2017.
5. ↑  (en) Global creation story tanks - the French AMX-40 | Encyclopedia of safety. survincity.com. Gearchiveerd op 4 april 2017. Geraadpleegd op 3 april 2017.
6. 1 2  (en) The French AMX-40 Main Battle Tank - TankNutDave.com. TankNutDave.com. Gearchiveerd op 2 april 2017. Geraadpleegd op 1 april 2017.
7. ↑  (en) John Pike, AMX 40. www.globalsecurity.org. Gearchiveerd op 4 april 2017. Geraadpleegd op 3 april 2017.
8. ↑  (en) John Pike, EE-T2 Osorio. www.globalsecurity.org. Gearchiveerd op 21 maart 2017. Geraadpleegd op 1 april 2017.
9. ↑  (en) WW2 French tanks. www.tanks-encyclopedia.com. Gearchiveerd op 19 maart 2017. Geraadpleegd op 4 april 2017.